# محمد حسين (فلم)
محمد حسين فيلم أكشن كوميدي مصري من إنتاج سنة 2019. الفيلم من إخراج محمد علي، وتأليف شريف عادل، ومن بطولة محمد سعد، مي سليم، ويزو، سمير صبري، بيومي فؤاد، محمد ثروت.

## ملخص القصة
يعود الرسام العالمي شريف كمال (سمير صبري) إلى وطنه مصر بعد 37 عامًا ليُقرر أن يرسم رسمته الأخيرة تكريمًا للوطن، ولكن تأبى لوجين (فريال يوسف) ابنة زوجته أن يحدث ذلك فتدبر خطة للانتقام منه، ويجن جنون لوجين بعدما تعلم أن أخر لوحة رسمها شريف قبل مقتله كانت على ظهر محمد حسين السائق (محمد سعد)، فتساومه لكي تحصل على الرسمة بأي طريقة كانت، ولكن محمد حسين له رأي أخر.

## طاقم العمل
- محمد سعد بدور محمد حسين
- مي سليم بدور إيمان
- سمير صبري بدور شريف كامل الرسام العالمي
- ويزو بدور منى ابنة خالة محمد حسين
- فريال يوسف بدور لوجين ابنة زوجة شريف كامل
- حسن عبد الفتاح
- محمد ثروت بدور حمودة
- الشحات مبروك (ضيف شرف)
- نبيل عيسى بدور صديق لوجين
- أحمد صيام بدور مدير الفندق
- محمد شاهين بدور وكيل النيابة
- بيومي فؤاد (ضيف شرف)

## الدعاية
تم طرح أول تريلر للفيلم في 23 مايو 2019.

## وصلات خارجية
- صفحة الفيلم علي قاعدة السينما العربية